# ACH (catch)
Pour les articles homonymes, voir Hardie et ACH.
Albert C. Hardie Jr. (né le 7 décembre 1987) est un catcheur américain plus connu sous le nom de ACH.

## Carrière

### Ring of Honor (2012-2016)

#### Débuts et Adrenaline RUSH (2012-2014)
Il fait ses débuts à la ROH lors de Death Before Dishonor X le 15 septembre 2012 en perdant contre Kyle O'Reilly. Le 16 février, il perd contre Roderick Strong. Le 2 mars, à 11th Anniversary Show, il gagne contre Tadarius Thomas, Adam Page, Q.T Marshall, Silas Young et Mike Sydal dans un Six Mayhem match. Après le match, il décide alors de s'associer avec Tadarius Thomas en se faisant appeler Adrenaline RUSH. Le lendemain, ils perdent contre The American Wolves, mais gagnent ensuite contre Adam Page et Mike Sydal. Le 4 mai, lors de Border Wars (2013), ils perdent contre Caprice Coleman et Cedric Alexander. Ils perdent à nouveau contre The American Wolves lors de Best in the World (2013) le 22 juin. Cinq jours plus tard, il perd contre Karl Anderson dans le premier tour du tournoi pour le ROH World Championship vacant. Le 20 septembre, lors de Death Before Dishonor XI, lui et Tadarius s'associent avec Coleman et Alexander et battent Matt Taven, Michael Bennett et les ROH Tag Team Champions reDRagon dans un Eight-man Tag Team match. Le 26 octobre, à Glory by Honor XII, ils perdent contre Eddie Kingston et Homicide. Lors de Final Battle (2013) le 14 décembre, ils perdent contre The Young Bucks. Le 8 février, ils battent les champions en titres les reDRagon mais perdent contre eux lors de 12th Anniversary Show et ne remportent pas les ROH World Tag Team Championship. Le 19 avril, il perd face à Roderick Strong. Plus tard dans la soirée, Tadarius Thomas rejoint The Decade, annonçant ainsi la fin de l'équipe Adrenaline RUSH.

#### Retour en solo (2014-2015)
Le 10 mai, à Global Wars (2014), il perd contre Michael Bennett. Sept jours plus tard, à War of the Worlds (2014), il fait équipe avec Tommaso Ciampa et Matt Taven et battent Forever Hooligans et Takaaki Watanabe[réf. nécessaire]. Le 6 juin, il bat Cedric Alexander, Kyle O'Reilly, Matt Taven, Silas Young et Caprice Coleman dans un Six Man Scramble match et obtient un match de championnat pour le titre mondial. Plus tard dans la soirée, il perd contre Adam Cole et ne remporte pas le ROH World Championship. Le 22 juin, à Best in the World (2014), il bat Watanabe, B.J. Whitmer, Tadarius Thomas, Caprice Coleman et Tommaso Ciampa dans un Six Man Mayhem match et devient challenger no 1 pour le ROH World Television Championship. Le 15 août, à Field of Honor (2014), il perd contre Cedric Alexander.Le 15 novembre, à Glory by Honor XIII, il perd contre Jay Briscoe et ne remporte pas le ROH World Championship. Le 7 décembre, à Final Battle (2014), il s'associe avec les Young Bucks et battent Cedric Alexander et The Addiction (Christopher Daniels et Frankie Kazarian). Le 1er mars, à 13th Anniversary Show, il perd contre A.J. Styles.

#### Alliance avec Matt Sydal et départ (2015-2016)
Il entame ensuite une rivalité contre The Decade. Il perd à deux reprises contre Adam Page durant le mois d'avril. Lors de Global Wars 2015 il perd contre Shinsuke Nakamura. Le 19 juin, lors de Best in the World (2015), lui et Matt Sydal perdent contre B.J. Whitmer et Adam Page. Il perd une nouvelle fois contre Adam Page dans un No Disqualification match lors de Death Before Dishonor XIII.
Le 18 septembre, lors de All Star Extravaganza VII, il affronte son partenaire Matt Sydal dans le match #3 d'une série de 5 matchs et le bat, lui permettant de mener 2 à 1. Il remporte la série des 5 matchs lors de Survival of the Fittest 2015 pour se qualifier en finale du tournoi, remporté le lendemain par Michael Elgin. Le 18 décembre, lors de Final Battle 2015, lui, Sydal et Alex Shelley battent les KRD (The Addiction (Christopher Daniels et Frankie Kazarian) et Chris Sabin).
Le 30 avril 2016, il bat Kamaitachi.
Le 8 novembre 2016, il quitte la compagnie.

### Asistencia Asesoría y Administración (2015)
Le 24 mai 2015, il fait ses débuts à la Asistencia Asesoría y Administración et il forme un trio avec Brian Cage et Moose pour participer à la Lucha Libre World Cup 2015 où après avoir vaincu Team AAA (El Hijo del Fantasma, Psycho Clown et El Texano Jr.) dans leur match d'ouverture, ils ont été défaits en demi-finale par The Dream Team (Myzteziz, Alberto El Patrón et Rey Mysterio Jr.).

### Pro Wrestling NOAH (2016)
En juillet 2016, il fait ses débuts à la Pro Wrestling Noah  où il participe au NTV G+ Cup Junior Heavyweight Tag League 2016 avec Taiji Ishimori, ou ils remportent cinq matchs pour une défaites, se qualifiant pour la finale du tournoi où, le 30 juillet, ils battent Atsushi Kotoge et Daisuke Harada pour remporter le NTV G+ Cup Junior Heavyweight Tag League 2016. Le 21 août, lors d'un de la New Japan Pro Wrestling, ils perdent contre Atsushi Kotoge et Daisuke Harada et ne remportent pas les GHC Junior Heavyweight Tag Team Championship. Le 21 octobre, il retourne à la New Japan Pro Wrestling où il participe au Super Jr. Tag Tournament 2016 avec Taiji Ishimori, ou ils battent les IWGP Junior Heavyweight Tag Team Champions The Young Bucks lors de leur match de premier tour. Après avoir battu David Finlay et Ricochet en demi - finale le 30 Octobre, ils perdent en finale du tournoi lors de Power Struggle contre Roppongi Vice (Baretta et Rocky Romero).

### Impact Wrestling (2017)
Il fait ses débuts à Impact Wrestling le 6 juillet en battant Andrew Everett dans le premier tour du Super X Cup Tournament.

### Major League Wrestling (2018)
Le 20 avril 2018 lors de MLW Fusion (un show indépendant), il perd contre Austin Aries.

### World Wrestling Entertainment (2019)

#### NXT et départ (2019)
Le 11 février 2019, ACH signe avec la WWE et commence son entraînement au performance center. Le 7 mars, il fait ses débuts en house show de NXT en perdant contre Raul Mendoza. Puis il participera au tournoi Breakout Tournament où il battra Boa au premier tour et Angel Garza au second.
Le 21 novembre 2019, il annonce qu'il quitte la WWE.

### Retour à la New Japan Pro Wrestling (2020-...)
Le 10 août 2020, il annonce son retour à la NJPW pour la nouvelle émission NJPW Strong.

## Palmarès
- All American Wrestling
  - 2 fois AAW Heritage Champion[35]
  - AAW Heritage Championship Tournament (2013)

- Anarchy Championship Wrestling
  - 1 fois ACW Heavyweight Champion[réf. nécessaire]
  - 1 fois ACW U-30 Young Gun Champion[réf. nécessaire]
  - Lone Star Classic (2011)

- Evolve Wrestling
  - 1 fois Evolve Tag Team Championship avec Ethan Page (actuel)

- High Risk Wrestling
  - 1 fois HRW Champion

- Metro Pro Wrestling
  - 1 fois NWA Central States Heavyweight Champion[réf. nécessaire]
  - 1 fois MPW Central States Champion[réf. nécessaire]
  - NWA Central States Heavyweight Championship Tournament (2012)

- New School Federation
  - 1 fois NSF Central Texas Champion
  - 1 fois NSF Heavyweight Champion

- NWA Houston
  - 2 fois NWA Lone Star Junior Heavyweight Champion[35]

- Pro Wrestling Epic
  - Epic 8 Tournament (2013)

- Pro Wrestling NOAH
  - NTV G+ Cup Junior Heavyweight Tag League (2016) avec Taiji Ishimori[28]

- World of Wrestling
  - 1 fois WoW Cruiserweight Champion[35]

## Récompenses des magazines
- Pro Wrestling Illustrated

| Année | 2013 | 2014 | 2015 | 2016 | 2017 | 2018 | 2019 | 2020 | 2021       | 2022 |
| ----- | ---- | ---- | ---- | ---- | ---- | ---- | ---- | ---- | ---------- | ---- |
| Rang  | 113  | 158  | 58   | 74   | 144  | 136  | 366  | 208  | Non classé | 219  |